# Subarnachar
Subarnachar (en bengali : সুবর্ণচর) est une upazila du Bangladesh dans le district de Noakhali. En 2011, on y dénombrait 290 000 habitants.